# La vârsta de 3 ani
La vârsta de 3 ani (rum. W wieku 3 lat) – pierwszy długogrający album Cleopatry Stratan wydany w 2006. Został nagrodzony podwójną platynową płytą za sprzedaż w Rumunii ponad 150000 egzemplarzy.

## Lista utworów
1. Ghiță — 3:17
2. Cuțu — 3:03
3. Te-am întâlnit — 2:38
4. Șansa — 2:22
5. Noapte bună! — 3:54
6. Surprize — 3:23
7. Număr pân' la unu — 2:45
8. Mama — 3:58
9. De ce? — 4:15
10. Zuzu-zuzu — 2:08
11. Oare cât? — 2:01
12. Pasărea pistruie — 3:44